# Родольфо Фалькон
Родольфо Фалькон (ісп. Rodolfo Falcón, 25 жовтня 1972) — кубинський плавець.
Призер Олімпійських Ігор 1996 року, учасник 1992, 2000 років.
Чемпіон світу з плавання на короткій воді 1995, 1999 років, призер 1993, 2000 років.
Переможець Панамериканських ігор 1999 року, призер 1991, 1995 років.
Переможець літньої Універсіади 1993 року.